# Зелёный (Рязанская область)
Зелёный — поселок в Милославском районе Рязанской области. Входит в состав Горняцкого сельского поселения.

## История
В 1966 г. указом президиума ВС РСФСР поселок центрального отделения совхоза «Ким» переименован в Зелёный.

## Население
| 2010 |
| ---- |
| 175  |